# 예산 수덕사 거문고
예산 수덕사 거문고(禮山 修德寺 거문고)는 대한민국 충청남도 예산군 덕산면 사천리, 수덕사에 있는 조선시대의 거문고이다. 1984년 5월 17일 충청남도의 문화재자료 제192호로 지정되었다.
수덕사에 있는 거문고로 만공스님께서 고종의 둘째 아들인 의친왕 이강에게 받은 것이다.
이조묵(李祖默)이 새긴 공민왕금(恭愍王琴)이라는 글씨와 함께 만공 스님의 시가 새겨 있다.

## 참고 문헌
- 수덕사유 - 국가유산청 국가유산포털